# Vörösödő kéreggomba
A vörösödő kéreggomba (Ceriporiopsis gilvescens) a Meruliaceae családba tartozó, Európában honos, lombos fák korhadó törzsén, ágain élő, nem ehető gombafaj.

## Megjelenése
A vörösödő kéreggomba termőteste az aljzaton 2-12 (20) cm átmérőjű, szabálytalan körvonalú, némileg hullámos szélű, vékony bevonatot képez. Színe fehéres, rózsás-fehéres, sárgásfehér; idősen okkerbarna vagy fahéjbarna. Felszíne egyenetlen, kissé hullámos, dudoros. 

Spórapora fehéres. Spórája kolbász alakú, sima, igen vékony falú, nem amiloid, mérete 7-9,5 x 2-3,5 µm. 
Húsa vékony, vizenyős; kiszáradva törékeny. Színe fehér, idősen barnás. Íze és szaga nem jellegzetes. 
Felső termőrétege pórusos. A kerek pórusok kicsik (4-5/mm), színük fehéres, fehéres-rózsás vagy hússzínű. 
Spórapora fehéres áttetsző. A spórák mérete 4-5 x 1,5-2 µm.

### Hasonló fajok
A változékony fésűsgomba, a szürke terülőgomba, a puha kéreggomba hasonlíthat hozzá. 

## Elterjedése és termőhelye
Európában honos.
Lombos fák (pl. bükk) erősen korhadó törzsén, ágain él, azon anyagában fehérkorhadást okoz. Nyártól őszig található meg.   
Nem ehető. 